# 达姆施塔特行政区
达姆施塔特行政区（Regierungsbezirk Darmstadt）是德国黑森州的3个行政区之一，位于该州的南部，首府达姆施塔特。黑森州超过一半的人口居住在达姆施塔特行政区内。

## 行政区划
达姆施塔特行政区下设10个县：
1. 贝格施特拉瑟县（Bergstraße），首府黑彭海姆（Heppenheim）
2. 达姆施塔特-迪堡县（Darmstadt-Dieburg），首府达姆施塔特（Darmstadt）
3. 大盖劳县（Groß-Gerau），首府大盖劳（Groß-Gerau）
4. 上陶努斯县（Hochtaunuskreis），首府巴特洪堡（Bad Homburg vor der Höhe）
5. 美因-金齐希县（Main-Kinzig-Kreis），首府盖尔恩豪森（Gelnhausen）
6. 美因-陶努斯县（Main-Taunus-Kreis），首府陶努斯山麓霍夫海姆（Hofheim am Taunus）
7. 奥登林山县（Odenwaldkreis），首府埃尔巴赫（Erbach）
8. 奥芬巴赫县（Offenbach），首府迪岑巴赫（Dietzenbach）
9. 莱茵高-陶努斯县（Rheingau-Taunus-Kreis），首府巴特施瓦尔巴赫（Bad Schwalbach）
10. 维特劳县（Wetteraukreis），首府弗里德贝格（Friedberg）

达姆施塔特行政区下设4个直辖市：
1. 达姆施塔特市（Darmstadt）
2. 美因河畔法兰克福市（Frankfurt am Main）
3. 美因河畔奥芬巴赫市（Offenbach am Main）
4. 威斯巴登市（Wiesbaden）

达姆施塔特行政区下设3个特别市（Sonderstatusstädte）：
1. 巴特洪堡（Bad Homburg）
2. 哈瑙（Hanau）
3. 吕瑟尔斯海姆（Rüsselsheim）